# Alexander zu Sayn-Wittgenstein-Hohenstein

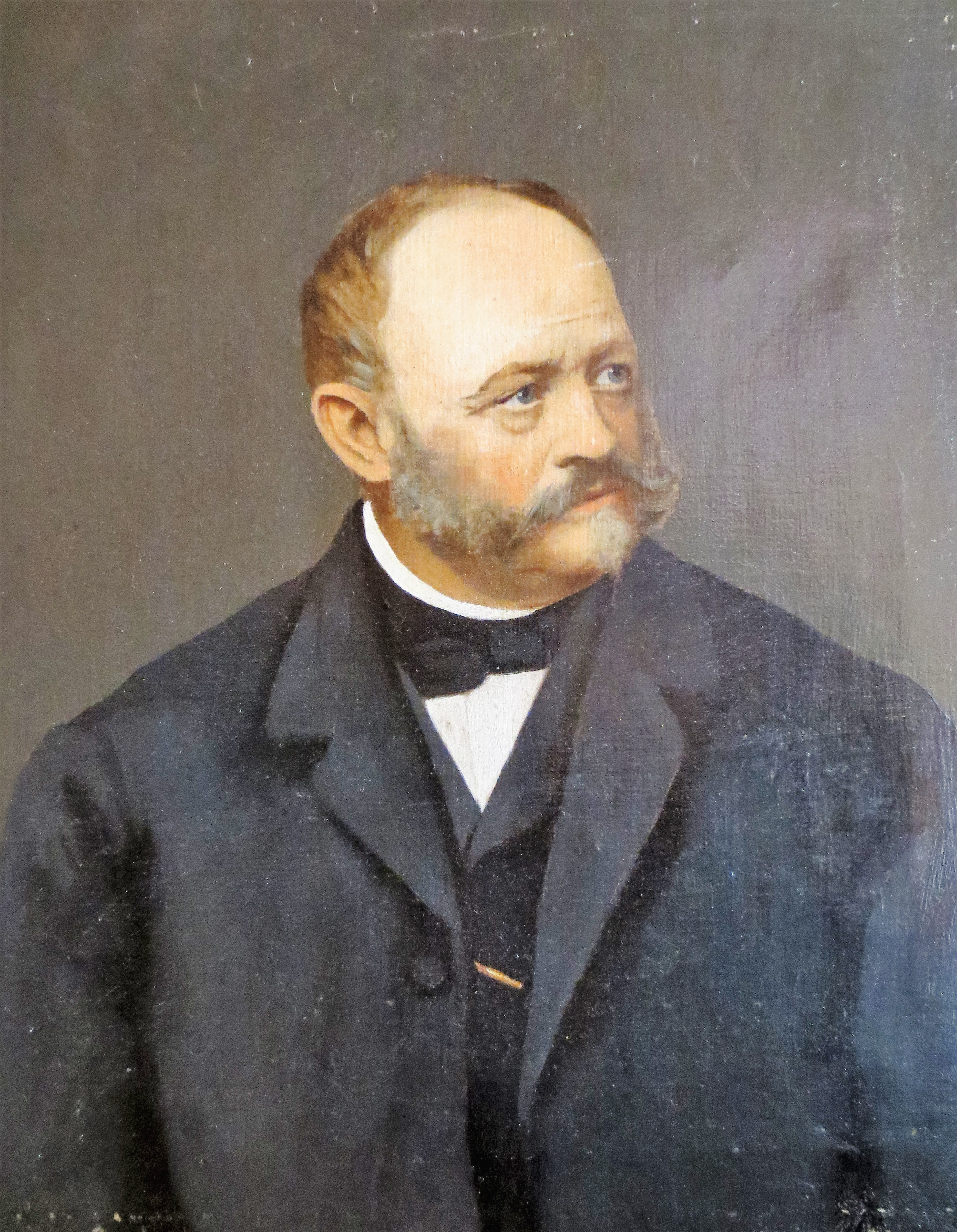
Porträt des Fürsten Alexander zu Sayn-Wittgenstein-Hohenstein (1864)

Alexander Fürst zu Sayn-Wittgenstein-Hohenstein (* 16. August 1801 auf Schloss Wittgenstein; † 7. April 1874 ebenda) war ein deutscher Standesherr.

## Leben und Wirken
Alexander Karl August Franz Ludwig wurde am 16. August 1801 als zweites Kind von Friedrich Karl Fürst zu Sayn-Wittgenstein-Hohenstein und seiner Ehefrau Friederike, Tochter des Prinzen August II. von Schwarzburg zu Sondershausen und der Prinzessin Christine von Anhalt-Bernburg auf Schloss Wittgenstein geboren. Nachdem sein älterer Bruder Friedrich (1798–1868) aus Krankheitsgründen für eine Nachfolge ausgeschieden war, wurde Alexander Erbprinz des Hauses Sayn-Wittgenstein-Hohenstein. Alexander begann am 31. März 1819 sein Studium der Verwaltungswissenschaft (Cameralia) an der Ruprecht-Karls-Universität zu Heidelberg und wechselte am 14. April 1820 zur Rheinischen Friedrich-Wilhelms-Universität in Bonn. Er war damit der erste Wittgensteiner an der 1818 gegründeten Universität Bonn.
Während seines Sommersemesters an der Universität Bonn entwickelte sich eine Freundschaft zwischen Prinz Alexander und dem späteren Dichter Heinrich Heine, der unter seinem Geburtsnamen Harry Heine ab 1819 in Bonn Jura und Cameralia studierte. Heine und Prinz Alexander verließen im Herbst 1820 die Universität Bonn. Zum Abschied schrieb Heine dem Prinzen Alexander am 15. September 1820 noch das Gedicht "Lebensgruß" ins Stammbuch. Heine veröffentlichte die Verse 1822 in der Ausgabe "Gedichte" unter dem Titel An Alexander, Pr. von W. Während Heine zur Universität Göttingen ging, kehrte Prinz Alexander zum Wintersemester 1820/21 wieder zur Universität Heidelberg zurück.
Alexander trat nach dem Tode seines Vaters Friedrich Karl 1837 als 2. Fürst zu Sayn-Wittgenstein-Hohenstein dessen Nachfolge an. In seine Regierungszeit fiel u. a. die Ablösung der Reallasten, mit der die Wittgensteiner Bauern Eigentümer ihrer bisher verliehenen Güter werden konnten, aber auch der Umbau des heruntergekommenen Waldbestandes und die großflächige Einführung der Fichte in Wittgenstein, die sein vom Fürstentum Anhalt-Bernburg abgeworbener Leiter der Rentkammer Wittgenstein, Oberforstrat Louis Reuss, veranlasste.
Alexander war als Besitzer der ehemals reichsunmittelbaren Grafschaft Wittgenstein (Anteil Hohenstein) seit 1837 erbliches Mitglied im Provinziallandtag der Provinz Westfalen. Damit war er 1847 Mitglied der Herrenkurie des ersten und 1848 des zweiten Vereinigten Landtags. Als Standesherr durfte er sich auf Provinziallandtagen vertreten lassen. So nahm 1841 Clemens von Ketteler für ihn am Landtag teil. Seit 1854 war er erbliches Mitglied des Preußischen Herrenhauses. Von 1838 bis 1874 war er Ehrenpräsident des Landwirtschaftlichen Kreisvereins Wittgenstein. Zudem war Alexander seit dem 12. November 1851- dem Tode des regierenden Fürsten Albrecht zu Sayn-Wittgenstein-Berleburg auch Senior des fürstlichen Gesamthauses Sayn-Wittgenstein.

## Familie
Erbprinz Alexander heiratete am 3. Juni 1828 in Rheda Amalie Luise (* 16. Februar 1802 in Rheda; † 15. Juni 1887 in Frankfurt/Main), die Tochter des Grafen Friedrich Christian Wilhelm August zu Bentheim-Tecklenburg-Rheda und seiner Ehefrau Wilhelmine Elise Karoline, geb. Gräfin zu Sayn-Wittgenstein-Hohenstein. Aus der Ehe gingen 12 Kinder hervor:
- Mathilde (* 2. Mai 1829; † 26. September 1857) ⚭ 30. März 1856 mit Freiherr Friedrich von Vincke (* 24. August 1830; † 29. Juni 1895)
- Emma (* 30. Mai 1830; † 28. April 1840)
- Ludwig (1831–1912)
- Alexander Karl (* 29. Mai 1833; † 17. November 1907) ⚭ 10. Januar 1872 in morganatischer Ehe mit Therese Huber (* 14. August 1848 Landshut)
- Agnes (* 18. April 1834; † 18. Februar 1886) ⚭ 3. August 1858 mit Adalbert Graf zu Waldeck und Pyrmont (* 19. Februar 1833; † 24. Juli 1893)
- Karl Georg (* 16. Juli 1835; † 26. Januar 1908)
- Ida (* 25. Februar 1837; † 7. Mai 1922) ⚭ 18. Oktober 1887 mit Adalbert Graf zu Waldeck und Pyrmont (nach dem Tod der Schwester Agnes)
- Wilhelm (* 19. Januar 1839; † 7. Januar 1894)
- Adolf (* 19. Januar 1839; † 30. Juni 1872)
- Friedrich Wilhelm (* 18. Oktober 1840; † 8. Oktober 1934) 1. ⚭ 4. August 1876 in morganatischer Ehe mit Elisa von Manstein
- Thekla (* 3. Juli 1842; † 19. Januar 1925)
- Hermann (* 23. Juni 1845; † 30. Oktober 1921) ⚭ 25. Januar 1875 mit Gertrude Westenberger.

Fürst Alexander starb im Alter von 72 Jahren. Er hinterließ seine Gattin und neun erwachsene Kinder.
Sein Nachfolger wurde das dritte Kind, der erstgeborene Sohn, Erbprinz Ludwig zu Sayn-Wittgenstein-Hohenstein (1831–1912).
Alexanders ältester Enkelsohn August zu Sayn-Wittgenstein-Hohenstein trug, in Kenntnis der Freundschaft zwischen Heine und seinem Großvater, dazu bei, dass die komplette Heine-Sammlung der Düsseldorfer Landes- und Stadtbibliothek im Herbst 1943 in das Schloss Wittgenstein ausgelagert und gerettet werden konnte.